# 川鼩
川鼩（学名：Blarinella quadraticauda）为鼩鼱科川鼩属的动物。在中国大陆，分布于甘肃、陕西、贵州、云南、四川等地，多栖息于山地森林以及灌丛。该物种的模式产地在四川宝兴。

## 亚种
- 川鼩甘肃亚种（学名：Blarinella quadraticauda griselda），Thomas于1915年命名。在中国大陆，分布于甘肃等地。[3]
- 川鼩指名亚种（学名：Blarinella quadraticauda quadraticauda），Milne-Edwards于1872年命名。在中国大陆，分布于四川等地。该物种的模式产地在四川宝兴。[4]
- 川鼩云南亚种（学名：Blarinella quadraticauda wardi），Thomas于1915年命名。在中国大陆，分布于广西、西藏、陕西、贵州、安徽、云南、甘肃、河北、宁夏、江苏、广东、山西、浙江、湖北、四川、福建等地，一般生活于河溪。该物种的模式产地在缅甸沙巴。[5]